# Trollöss
Trollöss (Goniocotes) är ett släkte av insekter som beskrevs av Hermann Burmeister 1838. Enligt Catalogue of Life ingår trollöss i familjen fjäderlöss, men enligt Dyntaxa är tillhörigheten istället familjen Goniodidae.
Kladogram enligt Catalogue of Life och Dyntaxa:
| trollöss | \| \| Goniocotes chrysocephalus \| \| \| \| \| \| Goniocotes gallinae \| \| \| \| \| \| Goniocotes pusillus \| \| \| \| \| \| Goniocotes rotundiceps \| \| \| \| |
|          | \| \| Goniocotes chrysocephalus \| \| \| \| \| \| Goniocotes gallinae \| \| \| \| \| \| Goniocotes pusillus \| \| \| \| \| \| Goniocotes rotundiceps \| \| \| \| |
|          | Goniocotes chrysocephalus |
|          | |
|          | Goniocotes gallinae |
|          | |
|          | Goniocotes pusillus |
|          | |
|          | Goniocotes rotundiceps |
|          | |